# Rollschuh-Club Cronenberg
Il Rollschuh-Club Cronenberg è un club tedesco di hockey su pista fondato nel 1954 ed avente sede a Cronenberg, un distretto di Wuppertal, nel land della Renania Settentrionale-Vestfalia.
Nella sua storia ha vinto 13 campionati nazionali e 11 Coppe di Germania.
La squadra disputa le proprie gare interne presso il Alfred-Henckels-Halle, a Wuppertal.

## Palmarès

### Titoli nazionali
24 trofei
- Campionato tedesco: 13
  - 1980, 1982, 1984, 1995-96, 1997-98, 2000-01, 2001-02, 2002-03, 2004-05, 2006-07
  - 2009-10, 2010-11, 2011-12
- Coppa di Germania: 11 (Record)
  - 1990, 1991-92, 1996-97, 1998-99, 2000-01, 2001-02, 2005-06, 2007-08, 2009-10, 2014-15
  - 2018-19